# Targeted Oncology
Targeted Oncology, abgekürzt Target Oncol., ist eine wissenschaftliche Fachzeitschrift, die von der Springer-Verlag veröffentlicht wird. Die Zeitschrift erscheint mit vier Ausgaben im Jahr. Es werden Arbeiten veröffentlicht, die sich mit neuartigen Behandlungsprinzipien wie monoklonalen Antikörpern oder spezifischen kleinen Molekülen beschäftigen.
Der Impact Factor lag im Jahr 2024 bei 4.0. Nach der Statistik des ISI Web of Knowledge wird das Journal mit diesem Impact Factor in der Kategorie Onkologie an 97. Stelle von 326 Zeitschriften geführt.